# 日本歯科医療福祉学会
日本歯科医療福祉学会（にほんしかいりょうふくしがっかい、Japanese Society of Dental Welfare）とは、歯科医療福祉を中心とした学問を取り扱う専門学術団体の一つである。

## 概要
1994年に設立。歯科医療福祉に関する研究を推進し，知識の交流を通して，歯科医学の進歩に寄与することを目的としている。

## 総会
- 年1回

## 本部事務局
- 〒734-8553　広島市南区霞１−２−３ 広島大学大学院医歯薬保健学研究院　統合健康科学部門　小児歯科学内

## 学会誌
- 『日本歯科医療福祉学会雑誌』(Japanese journal of dental welfare) 年2回刊 ISSN 1342-307X 全国書誌番号:00105897

## 大会等1)
| 年     | 月日     | 名称                                     | 会長     | 会場                                       | テーマ                                               |
| ------ | -------- | ---------------------------------------- | -------- | ------------------------------------------ | ---------------------------------------------------- |
| 2017年 | 6月11日  | 第24回日本歯科医療福祉学会大会および総会 | 石川隆義 | 大垣女子短期大学 20周年記念館 多目的ホール | 歯科医療福祉の現状と将来について考える               |
| 2016年 | 6月26日  | 第23回日本歯科医療福祉学会大会および総会 | 大嶋 隆  | 関西女子短期大学 7号館2F                   | 歯科と医科、そして福祉との連携を口腔から考えよう！   |
| 2015年 | 6月21日  | 第22回日本歯科医療福祉学会大会および総会 | 川上智史 | ニューオータニイン札幌                     | 医療連携の輪を広げよう ―多職種連携の実際 ―           |
| 2014年 | ６月９日 | 第21回日本歯科医療福祉学会大会および総会 | 天野秀昭 | 広島大学歯学部 大講義室                    | すべてのライフステージのすべての方に口腔からの健康を |
| 2013年 | 5月25日  | 第20回日本歯科医療福祉学会大会および総会 | 大浦 清  | 大阪歯科大学 創立１００周年記念館          | 20回記念大会（これからの歯科医療福祉を考える）       |
| 2012年 | 5月27日  | 第19回日本歯科医療福祉学会大会および総会 | 玄 景華  | じゅうろくプラザ 岐阜市文化産業交流プラザ  | 歯科医療と福祉の役割                                 |